# Вінекен Олександр Георгійович
Ві́некен Олекса́ндр Гео́ргійович (нар.20 березня 1868 — пом.12 березня 1917) — барон, генерал-майор (з 1915), учасник Першої світової війни, командир Гродненського гусарського полку (з 1914), начальник штабу Гвардійського кавалерійського корпусу (з 1916). У лютому 1917 р. від імені, але без відома генерала Хана-Гуссейна Нахічеванського, який командував корпусом, відправив Миколі II телеграму з вираженням підтримки й пропозицією сил корпуса для боротьби з безладдям в Петрограді (таких телеграм було всього дві й автором іншої був командир 3-го кавалерійського корпуса Келлер Федір Артурович). Після того як генерал Хан-Гуссейн Нахічеванський не виразив підтримки настроям вираженим у телеграмі Вінекен застрелився,.

## Нагороди
- орден Св. Володимира 3-го ст.
- орден Св. Володимира 4-го ст.
- орден Св. Станіслава 2-го ст.
- орден Св. Станіслава 3-го ст.
- орден Св. Анни 1-го ст.
- орден Св. Анни 3-го ст.
- орден Св. Анни 4-го ст.